# Melanodrymia galeronae
Melanodrymia galeronae là một loài ốc biển, là động vật thân mềm chân bụng sống ở biển thuộc họ Melanodrymiidae.

## Miêu tả
Chiều dài của vỏ là 3 mm, có dạng hình xoắn ốc.

## Phân bố
Phân bố ở phía Đông Thái Bình Dương.